# Západní Nusa Tenggara
Západní Nusa Tenggara (indonésky Nusa Tenggara Barat) je jedna z provincií Indonésie. Zahrnuje řadu ostrovů v západní části Malých Sund, zdaleka největšími z nich jsou Sumbawa a Lombok. „Nusa Tenggara“ je označení pro indonéskou část souostroví Malé Sundy, tedy bez Východního Timoru; doslovný překlad je „jihovýchodní ostrovy“.

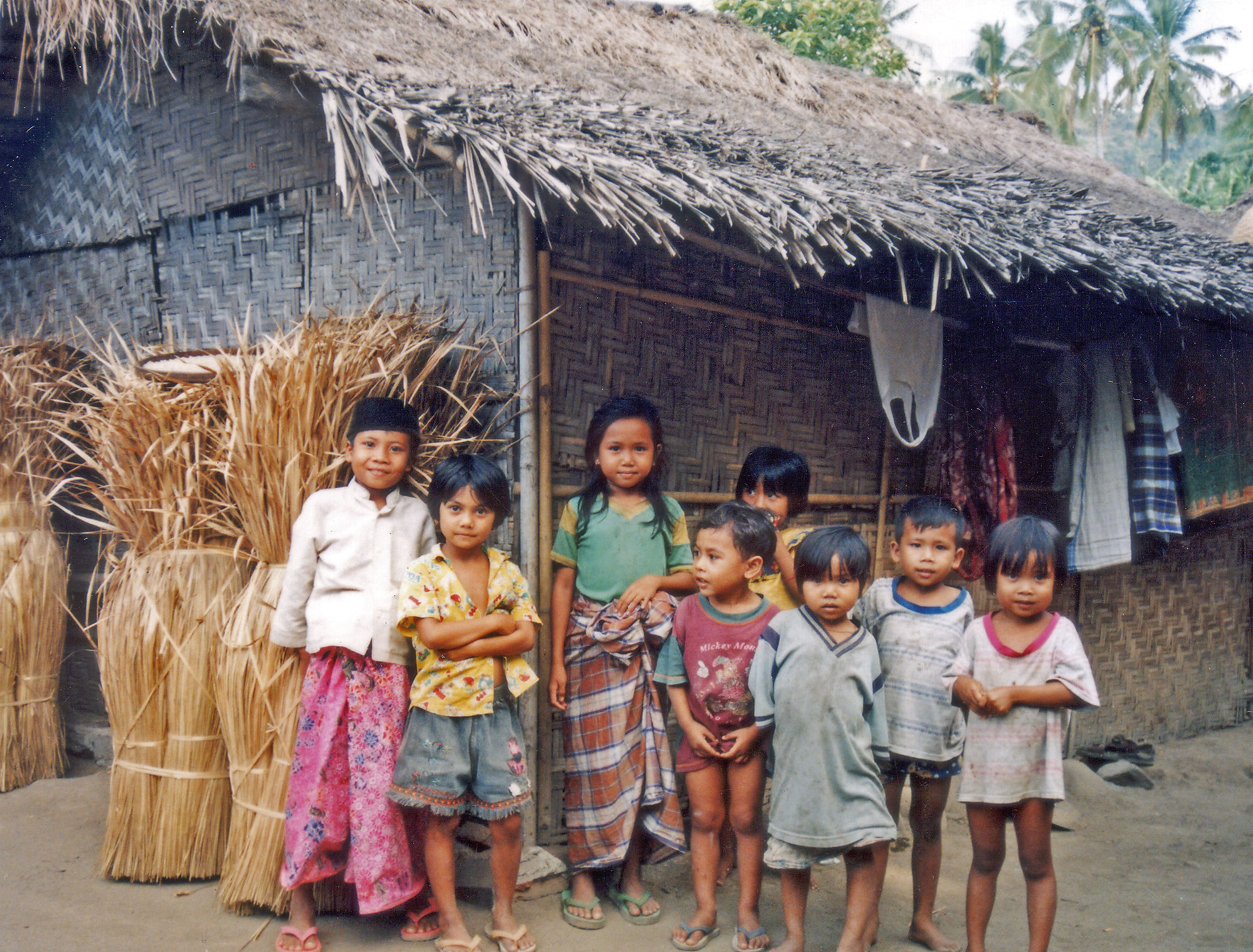
Skupina sasackých dětí

Na ploše 20 153 km² zde žijí více než 4 miliony lidí, větší část (asi 3 miliony) na Lomboku, kde je soustředěna většina Sasaků, nejpočetnějšího etnika provincie. Většina obyvatelstva vyznává islám, výraznější náboženskou menšinou jsou hinduisté (náboženství typické pro Balijce, kteří v rámci provincie obývají zejména Lombok). Obyvatelstvo Sumbawy se skládá hlavně ze Sumbawanů a etnika Bima. Průměrná hustota zalidnění je kolem 200 obyvatel na km², což je méně než na sousedním Bali a Jávě, ale více než na ostrovech ležících východněji. Na Lomboku je hustota osídlení 800 lidí/km², na Sumbawě 100 lidí/km².
Hlavním a největším městem (360 000 obyvatel) je Mataram ležící na Lomboku blízko západního pobřeží. Nejvyšším bodem provincie je vrchol sopky Rinjani na Lomboku (3726 m), významným vrcholem na Sumbawě je sopka Tambora (2850 m), která se v roce 1815 zapsala do dějin mimořádně silnou erupcí.
Nejbližšími sousedními provinciemi jsou Bali na západě a Východní Nusa Tenggara na východě.